# King Kong vs. Godzilla
King Kong contra Godzilla (titlu original: キングコング対ゴジラ Kingu Kongu Tai Gojira, King Kong vs. Godzilla) este un film SF de groază americano-japonez  din 1962 regizat de Ishirō Honda. În rolurile principale joacă actorii Tadao Takashima, Kenji Sahara, Yu Fujiki, Ichirō Arishima, Mie Hama, Shoichi Hirose și Haruo Nakajima.

## Distribuție
- Tadao Takashima ca Osamu Sakurai
- Kenji Sahara ca Kazuo Fujita
- Yu Fujiki ca Kinsaburo Furue
- Ichiro Arishima ca Mr. Tako
- Mie Hama ca Fumiko Sakurai
- Jun Tazaki ca General Masami Shinzo
- Akiko Wakabayashi ca Tamiye
- Akihiko Hirata ca Prime Minister Shigezawa
- Shoichi Hirose ca King Kong
- Haruo Nakajima ca Godzilla